# دگراسی: نسل بعدی
دگراسی: نسل بعدی (به انگلیسی: Degrassi: The Next Generation) یک سریال کانادایی درام نوجوانان به کارگردانی
لیندا اسکایلر و کیت هود است.

این سریال از ۱۴ اکتبر ۲۰۰۱ در شبکه تلویزیونی CTV بر روی آنتن رفت و در ۲ اوت ۲۰۱۵ بعد از ۱۴ فصل پایان یافت.این سریال در سایت معتبر IMDB رتبه ۷/۴ را به دست آورده‌است.

## جوایز
این سریال برنده ۹۶ و نامزد ۹۰ جایزه شده‌است، شامل :
- یک بار برنده جایزه جشنواره سریال آمریکایی کودکان
- هفت بار برنده و یک بار نامزد جایزه برتری گالا
- یک بار برنده جایزه جشنواره تلویزیون بنف
- دو بار برنده جایزه فیلم و تلویزیون کانادا
- دو بار برنده و چهار بار نامزد جایزه هنرهای تصویری کانادا
- دو بار برنده و یک بار نامزد جایزه فیلمنامه کانادا
- هفت بار برنده جایزه کریس
- دو بار نامزد جایزه هنرهای خلاقانه امی [۴]
- شش بار برنده و هشت بار نامزد جایزه انجمن کارگردانان کانادا
- یک بار برنده جایزه ادج (لبه)[۵]
- بیست و هشت بار برنده و سی و هشت بار نامزد جایزه جمینای
- پنج بار نامزد جایزه رسانه‌ای گلد

- یک بار برنده جایزه هوگو

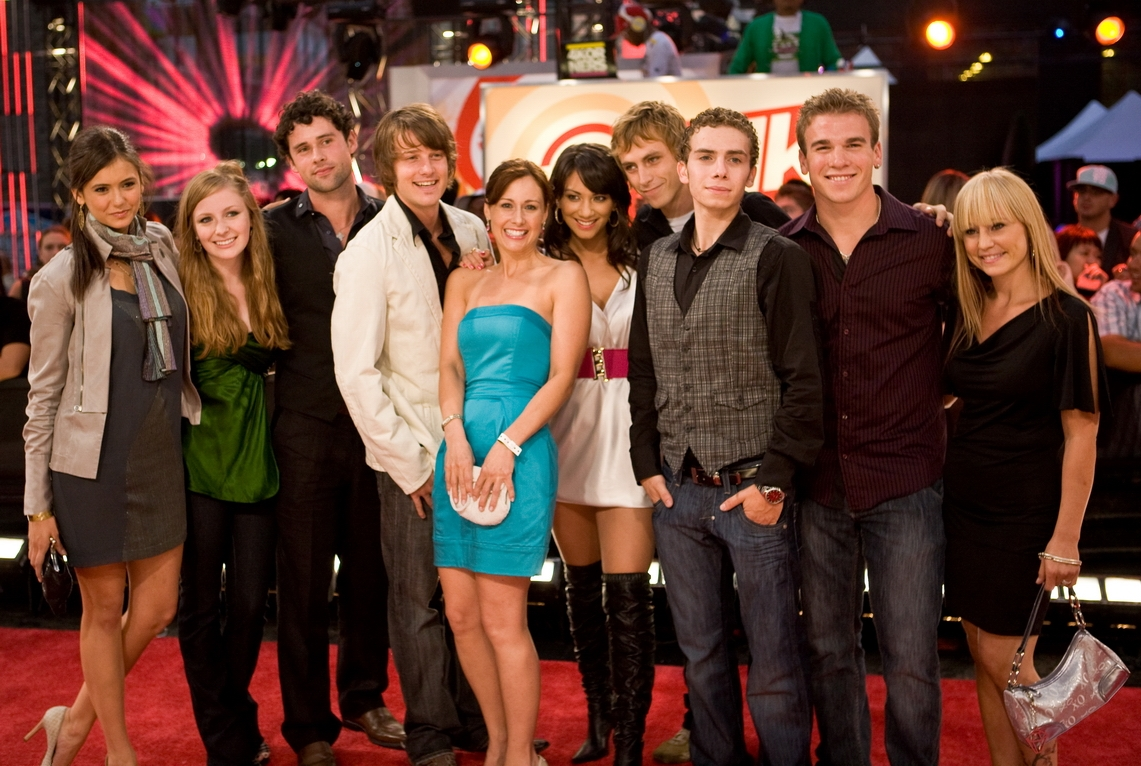
بعضی از بازیگران مجموعه دگراسی : نسل بعدی در حال آماده شدن برای حضور در جشنواره بین‌المللی فیلم تورنتو
از چپ به راست: نینا دوبرو، شارلوت آرنلد، کریستوفر ترنر، ایوان ویلیامز، استیسی میستیسین، کوری لی، تایلر کیت ،مارک دوناتو، شان کیپل و آماندا استپو

- یک بار برنده جایزه ابتکار و خلاقیت
- دو بار برنده و یک بار نامزد جایزه بین‌المللی امی
- دو بار برنده جایزه جشنواره بین‌المللی رسانه‌های جدید
- یک بار نامزد جایزه ایمیج
- ده بار برنده جایزه رسانه ای شورای ملی روابط خانوادگی
- سه بار برنده جایزه برگزیده والدین
- یک بار برنده جایزه پیبادی
- یک بار برنده جایزه پریسم[۶]
- دو بار برنده و دو بار نامزد جایزه جوانان
- یک بار برنده جایزه صندوق موشک شاو
- دو بار برنده و دو بار نامزد جایزه شاین[۷] (سلامت جنسی در سرگرمی)
- دو بار برنده و یک بار نامزد جوایز برگزیده نوجوانان
- دو بار برنده جایزه انجمن منتقدان تلویزیون
- یک بار برنده جایزه برگزیدهٔ خوانندگان مجله تی‌وی گاید
- یک بار برنده جایزه جشنواره بین‌المللی فیلم و ویدئو آمریکا
- هفت بار برنده و بیست و چهار بار نامزد جایزه هنرمند جوان

## بازیگران
| نام شخصیت                      | بازیگر                                                    |
| ------------------------------ | --------------------------------------------------------- |
| آدام تورس                      | جردن تودسی                                                |
| آرچیبالد "مورچه" "مار" سیمپسون | استفن بروگرن                                              |
| اشلی کروین                     | ملیسا مک اینتایر                                          |
| الایژا "الی" گولدسورتی         | مونرو چمبرز                                               |
| الکساندرا "الکس" نونز          | دیانا کسلوس                                               |
| النور "الی" نش                 | استیسی فاربر                                              |
| آلیا "آلی" بنداری              | ملیندا شانکار                                             |
| اما نلسون                      | میریام مک‌دانلد سامانتا موریسون و اشلی هندریکس (در عکس ها) |
| آناستازیا "جین وان" والری      | پائولا برانکارتی                                          |
| اندرو "درو" تورس               | لوک بیلیک                                                 |
| آنیا مک پیرسون                 | سامانتا مونرو                                             |
| اون میلیگان                    | دنیل کلی                                                  |
| ایموجن مونرو                   | کریستین پروسپری                                           |
| بردلی "آبی" چسکس               | جوردن هادیمی                                              |
| بروس گوزن شمالی                | ناتی زاویتز                                               |
| بیانکا دسوسا                   | آلیشا جوسایپوویش                                          |
| پیتر استون                     | جمی جانستون                                               |
| ترزا "تری" مک کرگور            | کریستینا اسمیت                                            |
| تریستان میلیگان                | لایل لتاو                                                 |
| توبایاس "توبی" ایزاکز          | جک گولدزبی                                                |
| توری سانتاماریا                | الکس استیل                                                |
| پیج میچالچاک                   | لورن کالینز                                               |
| جاکلین "جک" جونز               | نیام ویلسون                                               |
| جان جرج "جانی" دیمارکو         | اسکات پترسون                                              |
| جنا میدلتون                    | جسیکا تایلر                                               |
| جوزف "جوی" جرمایا              | پت ماسترویانی                                             |
| جونا هاک                       | ارن کاسام                                                 |
| جیسون "جی" هوگرت               | مایک لوبل                                                 |
| جیکوب "جیک" مارتین             | جاستین کلی                                                |
| جیمز تیبریوس "جی.کی" تورکه     | رایان کولی                                                |
| جیمز جیمی بروکس                | آبری گراهام                                               |
| چانتی بلک                      | جاجوب مندیلا                                              |
| دارسی ادواردز                  | شنیا گرایمز                                               |
| دانیل "دنی" ونزنت              | دالمار اَبوزِید                                             |
| درک هیگ                        | مارک دوناتو                                               |
| دفنی هاتزیلاکوس                | ملیسا دی مارکو                                            |
| دکلان کوین                     | لندن لیبران                                               |
| دنیل "دن " رادچ                | دن وودز                                                   |
| دوئن "کوچولو" بل               | ریچارد والترز                                             |
| دیوید "دیو" ترنر               | جمیل فرنچ                                                 |
| رایلی استاوروس                 | آرگیریس کاراس                                             |
| ربکا "بکی" بیکر                | سارا فیشر                                                 |
| زویی ریواس                     | آنا گولجا                                                 |
| زیگموند "زیگ" نواک             | ریکاردو هایوس                                             |
| زین پارک                       | شَنون کوک-چون                                              |
| سوتاج "سو" بنداری              | ریموند ابلاک                                              |
| شان کمرون                      | دانیل کلارک                                               |
| شای پاورز                      | ریا داونز                                                 |
| فرانچسکا "فرانکی" هولینگزوِرت   | سارا وایسگلس                                              |
| فیونا کوین                     | آنی کلارک                                                 |
| کانور دلوریور                  | ای.جی سودین                                               |
| کتی متلین                      | کلوئی رز                                                  |
| کرک کمرون "کی.سی" گاثری        | سم ارل                                                    |
| کریستین "اسپایک" نلسون         | آماندا استپتو                                             |
| کریگ منینگ                     | جیک اپستاین                                               |
| کلی آشونا                      | ایوان ویلیامز                                             |
| کلیر ادواردز                   | اشلین پاول                                                |
| کمپبل "کم" ساندرز              | دیلان اورت                                                |
| کیتلین رایان                   | استیسی میستیسین                                           |
| گریس کاردینال                  | نیکی گولد                                                 |
| گاوین "اسپینر" میسون           | شان کیپل                                                  |
| لوک بیکر                       | کریگ آرنولد                                               |
| لولا پاچینی                    | آماندا آرکوری                                             |
| لیا چانگ                       | جودی جیو                                                  |
| لیبرتی ونزنت                   | سارا بارابل-تیشاور                                        |
| مارکو دل روسی                  | آدامو روگیرو                                              |
| ماریسول لوئیس                  | شانیس آنتونت بانتون                                       |
| مانوئلا "مانی" سانتوس          | کسی استیل                                                 |
| مایا مالتین                    | اولیویا اسکوریون                                          |
| مایک دالاس                     | مزین السادینگ                                             |
| مایلز هولینگزوِرت سوم           | اریک آزبورن                                               |
| میا جونز                       | نینا دوبرو                                                |
| محمد "مو" مشکور                | جیکوب نایم                                                |
| وسلی بتنکمپ                    | اسپنسر ون وایک                                            |
| وینی اوه                       | کوری لی                                                   |
| وینستون "چوی" چو               | آندره کیم                                                 |
| هانتر هولینگزوِرت               | اسپنسر مکفرسون                                            |
| هولی جانت "هولی جی." سنکلیر    | شارلوت آرنلد                                              |
| هیزل آدن                       | آندرآ لوئیس                                               |